# Minardi PS01
El Minardi PS01 fue un monoplaza con el que el equipo Minardi compitió en la temporada 2001 de Fórmula 1. Inicialmente fue conducido por Tarso Marques, quien regresó al equipo después de conducir un coche de F1 por última vez en 1997, y Fernando Alonso, un novato que se había graduado de Fórmula 3000 Internacional y tenía un contrato a largo plazo con el plan de manejo de pilotos de Flavio Briatore.
El PS01 marcó un nuevo comienzo para Minardi. La designación del chasis se refería al hecho de que era el primer coche en carreras bajo la titularidad de Paul Stoddart, quien había comprado el equipo al enfermo terminal Gabriele Rumi solo dos meses antes de la primera carrera de la temporada. En el medio, el PS01 fue construido apresuradamente, con el coche de Marques siendo ensamblado en el GP de Australia. El coche era un diseño ordenado y eficiente de Gustav Brunner, pero se vio obstaculizado por la falta de pruebas y la potencia de un motor de edad avanzada, que se identificó como «European».
A pesar de esta falta de preparación, los coches fueron sorprendentemente competitivos, con el brasileño solo fallando en calificar una vez y el futuro campeón Fernando Alonso capaz de competir en los tramos inferiores del centro del campo. Sin embargo, el equipo no anotó puntos y fue golpeado duro cuando Brunner desertó al equipo Toyota a mediados de temporada. Cuando la temporada tocaba a su fin, el frustrado Marques aceptó abandonar el equipo, permitiendo que el bien financiado Alex Yoong se convirtiera en el primer piloto de Fórmula 1 de Malasia.
El equipo también compitió con un monoplaza actualizado, con una versión trasera revisada y una caja de cambios, desde el GP de Bélgica en adelante. Este chasis fue designado como Minardi PS01B.

## Resultados

### Fórmula 1
(Clave) (negrita indica pole position) (cursiva indica vuelta rápida)

| Año         | Motor                       | Neu. | N.º | Pilotos         | 1   | 2   | 3   | 4   | 5   | 6   | 7   | 8   | 9   | 10  | 11  | 12  | 13  | 14  | 15  | 16  | 17  | Puntos | Pos. |
| ----------- | --------------------------- | ---- | --- | --------------- | --- | --- | --- | --- | --- | --- | --- | --- | --- | --- | --- | --- | --- | --- | --- | --- | --- | ------ | ---- |
| 2001        | European (Ford) Zetec-R V10 | M    |     |                 | AUS | MYS | BRA | SMR | ESP | AUT | MON | CAN | EUR | FRA | GBR | GER | HUN | BEL | ITA | USA | JPN | 0      | 11º  |
| 2001        | European (Ford) Zetec-R V10 | M    | 20  | Tarso Marques   | Ret | 14  | 9   | Ret | 16  | Ret | Ret | 9   | Ret | 15  | DNQ | Ret | Ret | 13  |     |     |     | 0      | 11º  |
| 2001        | European (Ford) Zetec-R V10 | M    | 20  | Alex Yoong      |     |     |     |     |     |     |     |     |     |     |     |     |     |     | Ret | Ret | 16  | 0      | 11º  |
| 2001        | European (Ford) Zetec-R V10 | M    | 21  | Fernando Alonso | 12  | 13  | Ret | Ret | 13  | Ret | Ret | Ret | 14  | 17  | 16  | 10  | Ret | Ret | 13  | Ret | 11  | 0      | 11º  |
| Referencia: |                             |      |     |                 |     |     |     |     |     |     |     |     |     |     |     |     |     |     |     |     |     |        |      |